# Wapen van Tietjerk

Wapen van Tietjerk

Het wapen van Tietjerk is het dorpswapen van het Nederlandse dorp Tietjerk, in de Friese gemeente Tietjerksteradeel. Het wapen werd in 1984 geregistreerd.

## Beschrijving
De officiële blazoenering luidt in het Fries als volgt:
trochsnien fan read en blau; oer alles hinne as in Andreaskrús in skepnet en in seine, beide fan sulver.
De Nederlandse vertaling luidt als volgt:
doorsneden van rood en blauw; over alles heen als een Andreaskruis een schepnet en een zeis, beide fan zilver. 
De heraldische kleuren zijn: keel (rood), azuur (blauw) en zilver (zilver).

## Symboliek
- Schepnet en zeis: eveneens aanwezig in een kwartier van het wapen van Tietjerksteradeel.[2]

Het wapen van Tietjerksteradeel (1818)
Het wapen van Tietjerksteradeel (1985).

## Zie ook

Vlag van Tietjerk